# SS Torinese
SS Torinese, pełna nazwa Società Scacchistica Torinese – włoski klub szachowy z siedzibą w Turynie, mistrz kraju z 1987 roku.

## Historia
Klub został założony w listopadzie 1910 roku. W 1962 roku zadebiutował w Serie A, zajmując wówczas ostatnie, ósme miejsce. W 1970 roku klub na jeden sezon powrócił do włoskiej pierwszej ligi. W 1976 roku klub powrócił do Serie A, zajmując wówczas czwarte miejsce w lidze. W 1983 roku turyński klub został sklasyfikowany na trzecim miejscu w mistrzostwach Włoch. W sezonie 1986/1987 zespół wygrał w finale Pucharu Włoch 3:1 z CS Padova i zgodnie z ówczesnym regulaminem został zadeklarowany jako mistrz kraju. Skład drużyny podczas tego finału stanowili Spartaco Sarno, Andrea Grinza, Roberto Rivello i Federico Manca. W 1998 roku zespół awansował do turnieju finałowego mistrzostw Włoch, w którym zajął trzecie miejsce, za CS Surya Montecatini i CS Marostica. W następnym sezonie klub spadł z Serie A. W 2014 roku zespół powrócił do najwyższej klasy rozgrywkowej, uzyskując wówczas dziewiąte miejsce. W 2015 roku zespół zajął czternaste miejsce w lidze, a w sezonie 2016 – szesnaste, spadkowe. W 2023 roku klub powrócił do Serie Master, zajmując dziesiątą pozycję w rozgrywkach. W następnym sezonie zespół spadł z ligi.
Zawodnikami klubu byli m.in. arcymistrzowie: Emir Dizdarević, Nikola Đukić, Władimir Georgiew i Vlad-Cristian Jianu.